# Vremia i Steklo
Vremia i Steklo (en russe : Время и Стекло, littéralement Le Temps et le Verre) est un groupe pop ukrainien fondé le 2 décembre 2010 par le chanteur et compositeur Alexeï Zavgorodni et la chanteuse Nadia Dorofeïeva. Alexeï Potapenko, plus connu sous le nom de Potap, est le producteur et l'un des auteurs des chansons du projet. Le groupe se sépare officiellement le 11 mars 2020.

## Histoire
Année 2010
En 2010, Alexeï Potapenko et sa partenaire du centre de production «MOZGI Entertainment», Irina Gorovaïa, décident d'ouvrir un nouveau projet avec la participation d'Alexeï Zavgorodni (plus connu sous son pseudonyme de Positif), avec lequel Potap a déjà longuement collaboré, et des vocalistes féminines. Après l'organisation d'un casting en ligne, suivi d'un second à plein temps à Kiev, le nouveau membre choisi est Nadia Dorofeïeva, lauréate du festival des «Jeux de la mer Noire».
Le premier single du groupe, Ainsi tomba la carte (en russe : Так выпала Карта) est une romance contemporaine écrite par Potap. La chanson et le clip sortent le 17 novembre 2010. Après seulement dix jours le clip prend la 5e place des vidéos les plus visualisées sur YouTube, dans la rubrique Musiques du Monde
Année 2011
Le 4 mars 2011 sort le clip Amours.net (en russe : Любви Точка Нет, littéralement Amours Point Net), le 10 juin 2011 le clip de La Mer d'Argent (en russe : Серебряное море), le 21 novembre 2011 celui de Carreau (en russe : Кафель).
Année 2012
Le 29 mai 2012 les membres du groupe Vremia i Steklo présentent le clip de la chanson Accordéon (en russe : Гармошка). Le 11 décembre 2012 a lieu la présentation du clip Une larme (en russe : Слеза), effectuée avec Potap.
Année 2013
Le 28 mai 2013 a lieu la première du clip #enBref (en russe : #кАроче). Le 11 juillet 2013 sort la version anglaise de la chanson Accordéon intitulée Harmonica. Le 12 novembre 2013 sort le clip Danse avec moi (en russe : Потанцуй со мной).
Désormais le groupe Vremia i Steklo participe régulièrement aux programmes de divertissements de la télévision ukrainienne et apparait accompagné du ballet Flow Masters depuis 2013. La même année le groupe rejoint le «MOZGI TOUR», en compagnie du duo Potap et Nastia, et de l'acteur Arkadi Laïkine, se produisant dans 24 des plus grandes villes ukrainiennes, y compris Kiev. Durant les années 2013 et 2014 Alexeï Zavgorodni et Nadia Dorofeïeva sont les invités de l'émission de hit parade UA TOP 10 sur la chaine ukrainienne M1.
Année 2014
En 2014 le groupe présente le clip de la chanson Emporte-moi (en russe : Забери) dont le tournage a lieu au Mexique.
Année 2015
Le 6 février 2015 le groupe sort le single Nom 505 (en russe : Имя 505) dont le clip est publié le 9 avril 2015.Trois semaines après sa mise en ligne il cumule plus de 50 millions de vues sur YouTube. En juin 2015 le single atteint le sommet des charts iTunes. D'après les résultats de l'année 2015, Nom 505 est le clip le plus populaire d'Ukraine sur YouTube. Le journal Aficha, dans sa sélection des 10 titres qui méritent de rester en tête parmi les hits de l'été, met Nom 505 en première position. Après Nom 505 Vremia i Steklo sort les chansons Chanson 404 (en russe : Песня 404), Rythme 122 (en russe : Ритм 122) et Danger 220 (en russe : Опасно 220).
Année 2017
À l'automne 2017 les solistes du groupe Vremia i Steklo, Nadejda Dorofeïeva (Dodo) et Alexeï Zavgorodni (Positif), participent en tant que coach à l'émission The Voice Kids (Ukraine), programme diffusé sur la chaîne 1+1.
Année 2018
Le 31 mai 2018 le groupe publie le clip de E,Boy (en russe : Е,Бой). Le 9 novembre 2018 sort un nouveau titre Chanson à propos de visages (en russe : Песня про лицо) dans le style électro rap, suivi du clip le 14 décembre 2018.
Et le 28 décembre 2018 c'est la ballade tant attendue Générique de fin (en russe : Финальные титры) qui est publiée, ballade qui fait partie de la bande-son du film ukrainien Moi toi lui elle (en russe : Я ты он она).
Année 2019
Fumée (en russe : Дым) sort le 21 mars 2019 sur YouTube, chanson à laquelle participe Alexeï Potapenko. Au printemps, ils sont pour la deuxième fois coachs de l'émission The Voice Kids (Ukraine), concours remporté par leur talent. Le 5 juillet sort l'album VISLOVO composé de 14 titres. Les chansons sont écrites en russe, anglais et ukrainien. Le morceau Looser (en russe : Лох) est le plus populaire.
Année 2020
Le 10 mars 2020 sort le dernier clip du groupe pour la chanson Forever/Never (en russe : Навсегда/Никогда), intitulé Le Temps est écoulé (en russe : Время истекло), homonyme homophone du nom du groupe. Et effectivement, le lendemain, la séparation du groupe est officielle. Une tournée d'adieu est prévue, appelée Générique de fin, qui se terminera par un dernier concert donné le 11 septembre 2020 au Palais « Ukraine », à Kiev.

## Discographie

### Singles
| Année | Titre               | Album             |
| ----- | ------------------- | ----------------- |
| 2010  | Так выпала карта    | Время и Стекло    |
| 2011  | Любви точка нет     | Время и Стекло    |
| 2011  | Скачать бесплатно   | Время и Стекло    |
| 2011  | Серебряное море     | Время и Стекло    |
| 2011  | Кафель              | Время и Стекло    |
| 2012  | Гармошка            | Время и Стекло    |
| 2012  | Слеза (feat. Потап) | Время и Стекло    |
| 2013  | #кАроче             | Время и Стекло    |
| 2013  | Потанцуй со мной    | Время и Стекло    |
| 2014  | Забери              | Время и Стекло    |
| 2015  | Имя 505             | Глубокий дом      |
| 2015  | Песня 404           | Глубокий дом      |
| 2015  | Опасно 220          | Глубокий дом      |
| 2016  | Навернопотомучто    | Обратный отсчёт   |
| 2016  | На стиле            | Обратный отсчёт   |
| 2017  | Back2Leto           | Обратный отсчёт   |
| 2017  | Ритм 122            | Глубокий дом      |
| 2017  | Тролль              | Неальбомный сингл |
| 2018  | До зiрок            | Неальбомный сингл |
| 2018  | Топ                 | Неальбомный сингл |
| 2018  | RAP                 | Неальбомный сингл |
| 2018  | Финальные титры     | Неальбомный сингл |
| 2018  | Е, Бой              | VISLOVO           |
| 2018  | Песня про лицо      | VISLOVO           |
| 2019  | Дим                 | VISLOVO           |
| 2019  | Vislovo             | VISLOVO           |
| 2019  | Лох                 | VISLOVO           |
| 2020  | Навсегда/Никогда    | VISLOVO           |
| 2020  | Last Dance          | VISLOVO           |

## Liste de récompenses
- 2011 — « Gramophone d'Or » (Ukraine) pour la chanson La Mer d'Argent (en russe : Серебряное море)
- 2014 — « Chanson de l'Année » (Ukraine) pour le titre Emporte-moi (en russe : Забери)
- 2015 — « M1 Music Awards » victoire dans la catégorie « Hit de l'année » pour le titre Nom 505 (en russe : Имя 505)
- 2016 — « Yearly Ukrainian National Awards » (ou YUNA) victoire dans la catégorie « Meilleur groupe pop » et « Meilleurs artistes média »
- 2016 — « M1 Music Awards » victoire dans la catégorie « Meilleur groupe »
- 2016 — « Ligue supérieure » (Russie) pour la chanson ProbablementParceQue (en russe : НаверноПотомуЧто)
- 2017 — « YUNA » victoire dans la catégorie « Meilleur groupe pop »
- 2017 — « Prix RU.TV » (Russie) victoire dans la catégorie « Meilleure chanson »
- 2017 — « M1 Music Awards » victoire dans la catégorie « Meilleur groupe »
- 2017 — « M1 Music Awards » victoire dans la catégorie « Meilleure prestation de la cérémonie »
- 2018 — « YUNA » victoire dans la catégorie « Meilleur groupe pop »
- 2018 — « Top Hit Music Awards » (Russie) victoires dans les catégories « Meilleur groupe YouTube Russie » et « Meilleur clip YouTube Russie » pour le titre Sur le style (en russe : На стиле)
- 2018 — « M1 Music Awards » victoire dans la catégorie « Meilleur groupe pop »